# Salne Bugt
Salne Bugt är en vik på ön Bornholm i Danmark.   Den ligger i Region Hovedstaden, i den östra delen av landet vid norra Bornholm.